# Торре-Паллавічина
Торре-Паллавічина (італ. Torre Pallavicina) — муніципалітет в Італії, у регіоні Ломбардія, провінція Бергамо.
Торре-Паллавічина розташоване на відстані близько 450 км на північний захід від Рима, 55 км на схід від Мілана, 32 км на південний схід від Бергамо.
Населення — 1079 осіб (2014).
Щорічний фестиваль відбувається 15 серпня. Покровителька — Богородиця Небовзята.

## Демографія
Населення за роками:

Станом на 1 січня 2023 року в муніципалітеті офіційно проживало 150 іноземців з 17 країн, серед них 15 громадян країн Євросоюзу та 3 громадяни України.

## Сусідні муніципалітети
- Фонтанелла
- Орцинуові
- Пумененго
- Роккафранка
- Сончино